# Due come noi!!
Due come noi!! (今日から俺は!!?, Kyō kara ore wa!!, lett. "Da oggi, io!!") è un manga scritto e disegnato da Hiroyuki Nishimori e serializzato in Giappone da Shogakukan inizialmente su Shōnen Sunday Zōkan e poi su Weekly Shōnen Sunday. In Italia il manga è stato pubblicato da RW Edizioni sotto etichetta Goen dal 29 marzo 2014 al 16 aprile 2021.

## Trama
La serie parla di due ragazzi, Takashi Mitsuhashi e Shinji Ito, che si incontrano per la prima volta di fronte a due parrucchieri. I due, appena trasferitesi a Chiba, decidono di cambiare radicalmente la loro vita, da studenti comuni a teppisti, guadagnando poco a poco la fama di "coppia invincibile". Takashi decide di tingersi i capelli di biondo (segno distintivo dei teppisti giapponesi), Shinji invece cambia la sua pettinatura alzandosi i capelli tanto da essere soprannominato da molti "porcospino". Entrambi nella stessa classe, prima nemici poi amici inseparabili, si ritrovano al centro di numerosi pestaggi e divertentissime gag che fanno da sfondo alla storia principale, basata sui loro tre anni passati al liceo Nanyo.

## Personaggi principali
Takashi Mitsuhashi (みつはし たかし?, Mitsuhashi Takashi)
Doppiato da: Yasunori Matsumoto (ed. giapponese), Marcello Cortese (ed. italiana)
È uno dei due protagonisti. Inizialmente è un ribelle e un teppista. Adora fare scherzi, prendere in giro e infastidire gli altri, saltare le lezioni a scuola e prendere parte a delle scazzottate. Spesso è sleale quando combatte, ma quando non usa trucchi si dimostra fortissimo. Considera infatti ogni mossa valida pur di vincere, purché non si scenda nel disgusto come prendere in ostaggio altre persone, minacciare familiari o usare armi pericolose contro qualcuno che ne è privo. La sua mossa preferita è usare la sua cartella scolastica, da lui stesso blindata e riempita di ferri per consentirgli di stendere una persona con un colpo solo. È inoltre astuto, soprattutto nell'organizzare piani improvvisati che spesso hanno grande efficacia. Il suo stile di combattimento è ben pensato, sicuro e cinico, proprio come il suo carattere nella vita di tutti i giorni, ed ha una forza e una aggressività tale da poter affrontare in un episodio anche 6 avversari armati da solo battendone 5 prima di crollare per un colpo alle spalle. Nonostante sia un ragazzo parecchio superbo e pieno di sé, e sembra che pensi praticamente solo a se stesso, è molto legato a Shinji Ito e agli altri amici, infatti interviene in loro aiuto quando sono in difficoltà. Nel doppiaggio italiano dell'anime, è stato commesso un errore, rendendo Takashi il cognome e Mitsuhashi il nome di questo personaggio. In realtà si chiama Takashi Mitsuhashi.
Shinji Ito (伊藤 真司?, Itō Shinji)
Doppiato da: Hideyuki Hori (ed. giapponese), Giorgio Bonino (ed. italiana)
È uno dei due protagonisti, il più responsabile, viene chiamato porcospino per la sua capigliatura. Ha un discreto successo con le ragazze, ma si fidanza subito con Kyoko Hayakawa, una ragazza molto dolce e gentile, che viene spesso presa di mira dai teppisti; Ito è disposto anche ad umiliarsi pur di impedire che le venga fatto del male. Nonostante sia anch'egli un ribelle come Takashi, mantiene comunque il suo carattere umile, che aiuta sempre le persone in difficoltà. In combattimento è sempre leale, proprio come nella vita di tutti i giorni, e non utilizza mai trucchetti a differenza del suo migliore amico, ma il suo carattere spesso troppo eroico e troppo poco cinico gli ha spesso causato dei problemi, come la rottura di un braccio in un episodio. Per quanto in uno scontro sia meno forte e aggressivo di Mitsuhashi, dalla sua ha una maggiore resistenza fisica, infatti si rialza in continuazione nonostante subisca colpi che farebbero perdere i sensi a chiunque, questo lo favorisce contro avversari rapidi che non hanno grande forza fisica e si stancano col passare del tempo. È inoltre un ragazzo molto umile e si dimostra sempre pronto ad ascoltare i problemi altrui, ed è soprattutto legato al suo migliore amico Takashi. Essendo molto affabile è molto ben visto da tutti, infatti molti vorrebbero essere suoi amici. Questo suo atteggiamento, insieme al grande successo con le ragazze, accentuano ulteriormente la sua diversità da Takashi, che è invece temuto (e anche mal visto) e che ha scarso successo con le donne.
Katsutoshi Imai (今井勝俊?, Imai Katsutoshi)
Doppiato da: Yūsaku Yara (ed. giapponese), Marco Balbi (ed. italiana)
Capo del liceo Beni e coetaneo di Takashi e di Ito. È un ragazzo atletico e prestante. È onesto e leale, ma anche sbadato e molto sfortunato. Protegge le ragazze e non gli piacciono le ingiustizie, ma viene quasi sempre pestato da molte persone contemporaneamente o gli capitano le peggiori sfortune di vario genere. Malgrado tutto, quando la sorte non gli è avversa, dimostra di essere un combattente assai abile e forte, molto capace di sfruttare il suo fisico più imponente della media, tanto da mettere al tappeto anche degli sgherri della yakuza da solo prima di perdere i sensi dopo essere scivolato ed essere stato colpito dal frigorifero che lui stesso aveva sollevato per usarlo come arma. È innamorato di Riko, ma lei ama Mitsuhashi.
Kyoko Hayakawa (早川京子?, Hayakawa Kyoko)
Doppiata da: Ai Orikasa (ed. giapponese), Alessandra Felletti (ed. italiana)
La dolce e gentile fidanzata di Ito. È una ragazza cordiale, premurosa e affettuosa. Spesso presa di mira dai teppisti, ma in presenza di Ito o di altri ragazzi che l'aiutano si dimostra indifesa e debole. In realtà Kyoko sa perfettamente difendersi, infatti è una ex teppista e viene considerata il capo della scuola femminile che frequenta, sia a parole sia con i fatti.
Riko Akasaka (赤坂理子?, Akasaka Riko)
Doppiata da: Fumie Kusachi (ed. giapponese), Elda Olivieri (ed. italiana)
Erede della famiglia Akasaka, che possiede una palestra di arti marziali. Lei è la migliore allieva e succederà al padre come insegnante di tale disciplina. Ciò le permette di difendersi bene anche dai maschi a mani nude. Nonostante la sua forza è molto gentile e dolce, anche se dal carattere energico, è innamorata di Mitsuhashi (ricambiata) dal giorno in cui si incontrarono.
Makoto Nakano (中野誠?, Nakano Makoto)
Doppiato da: Nobuyuki Hiyama (ed. giapponese), Giacomo Zito (ed. italiana)
Coetaneo di Ito e Takashi, frequenta un liceo di Ibaraki. È un ragazzo dai capelli rossi, dotato di una velocità inferiore solo alla sua grande voglia di combattere, oltre che di una forza fisica non comune. Non ha paura di niente e di nessuno, sempre pronto ad alzare le mani e a battersi alla minima provocazione. In gita a Kyoto incontra Ito e Mitsuhashi, battendosi alla pari con entrambi ma venendo infine battuto da Ito dopo una dura lotta. Un paio di anni dopo al suo liceo entra il figlio di un boss della yakuza locale, il quale sfrutta la reputazione del padre per diventare il nuovo capo del liceo a spese dello stesso Nakano. L'unico a restargli fedele è il suo migliore amico, il quale rischia di essere torturato brutalmente dagli ex uomini di Nakano al servizio del nuovo arrivato, ma interverrà lo stesso Nakano a salvarlo picchiandoli tutti. Subito dopo, Nakano lascia la città per evitare ritorsioni da parte dei malavitosi e si trasferisce a Chiba, al liceo Beni, per potersi misurare di nuovo con Ito e Takashi.

## Media

### Manga
Il manga, scritto e disegnato da Hiroyuki Nishimori, è stato serializzato dal 10 settembre 1988 al 10 agosto 1990 sulla rivista Shōnen Sunday Zōkan per poi spostarsi dal 19 settembre 1990 al 5 novembre 1997 su Weekly Shōnen Sunday, entrambe le testate erano edite da Shogakukan. I vari capitoli vennero raccolti in 38 volumi tankōbon pubblicati dal 14 dicembre 1989 al 18 marzo 1998.
In Italia, la Goen lo ha pubblicato per la prima volta dal 29 marzo 2014 al 16 aprile 2021 nella collana Hiro Collection.
Una serie di nuovi capitoli speciali, dal titolo Due come noi!! Sagawa the Hero (今日から俺は!!～勇者サガワとあの二人編～?, Kyō kara ore wa!!: Yūsha Sagawa to ano futari-hen, lett. "Da oggi, io!!: Il coraggioso Sagawa e quelle due persone"), è stata pubblicata dal 24 novembre 2018 al 25 febbraio 2019 su Weekly Shōnen Sunday. I capitoli sono stati raccolti in un singolo volume tankōbon uscito il 18 aprile 2019. In Italia la serie è stata annunciata da Goen al Lucca Comics & Games 2021 ed è stata pubblicata il 27 maggio 2022 nella collana Hiro Collection.

#### Volumi
| Due come noi!! (38 volumi)                | |                        |                   |                        |
| 1                                         | 14 dicembre 1989 | ISBN 4-09-122401-6     | 29 marzo 2014     | ISBN 978-88-6712-207-3 |
| 1                                         | Capitoli - 1. (ツッパリ少年編?, Tsuppari shōnen hen) - 2. (嫌われ者編?, Kiraware mono hen) - 3. (女子高生編?, Joshikōsei hen) - 4. (犯罪者編?, Hanzaisha hen) - 5. (卑怯者編?, Hikyōmono hen) - 6. (悪者編?, Warumono hen) - 7. (軟派少年編?, Nanpa shōnen hen) |                        |                   |                        |
| 2                                         | 18 maggio 1990 | ISBN 4-09-122402-4     | 30 aprile 2014    | ISBN 978-88-6712-218-9 |
| 3                                         | 18 ottobre 1990 | ISBN 4-09-122403-2     | 31 maggio 2014    | ISBN 978-88-6712-226-4 |
| 4                                         | 18 marzo 1991 | ISBN 4-09-122404-0     | 28 giugno 2014    | ISBN 978-88-6712-230-1 |
| 5                                         | 18 aprile 1991 | ISBN 4-09-122405-9     | 26 luglio 2014    | ISBN 978-88-6712-243-1 |
| 6                                         | 18 giugno 1991 | ISBN 4-09-122406-7     | 30 agosto 2014    | ISBN 978-88-6712-254-7 |
| 7                                         | 18 settembre 1991 | ISBN 4-09-122407-5     | 30 settembre 2014 | ISBN 978-88-6712-267-7 |
| 8                                         | 18 novembre 1991 | ISBN 4-09-122408-3     | 22 novembre 2014  | ISBN 978-88-6712-280-6 |
| 9                                         | 18 gennaio 1992 | ISBN 4-09-122409-1     | 28 febbraio 2015  | ISBN 978-88-6712-290-5 |
| 10                                        | 18 marzo 1992 | ISBN 4-09-122410-5     | 14 marzo 2015     | ISBN 978-88-6712-300-1 |
| 11                                        | 18 maggio 1992 | ISBN 4-09-123051-2     | 28 marzo 2015     | ISBN 978-88-6712-317-9 |
| 12                                        | 17 luglio 1992 | ISBN 4-09-123052-0     | 30 aprile 2015    | ISBN 978-88-6712-341-4 |
| 13                                        | 17 ottobre 1992 | ISBN 4-09-123053-9     | 20 febbraio 2016  | ISBN 978-88-6712-394-0 |
| 14                                        | 18 febbraio 1993 | ISBN 4-09-123054-7     | 6 agosto 2016     | ISBN 978-88-6712-419-0 |
| 15                                        | 18 maggio 1993 | ISBN 4-09-123055-5     | 17 settembre 2016 | ISBN 978-88-6712-523-4 |
| 16                                        | 17 luglio 1993 | ISBN 4-09-123056-3     | 29 ottobre 2016   | ISBN 978-88-6712-561-6 |
| 17                                        | 18 ottobre 1993 | ISBN 4-09-123057-1     | 19 novembre 2016  | ISBN 978-88-6712-562-3 |
| 18                                        | 11 dicembre 1993 | ISBN 4-09-123058-X     | 24 dicembre 2016  | ISBN 978-88-6712-576-0 |
| 19                                        | 18 marzo 1994 | ISBN 4-09-123059-8     | 10 febbraio 2017  | ISBN 978-88-6712-595-1 |
| 20                                        | 18 giugno 1994 | ISBN 4-09-123060-1     | 17 marzo 2017     | ISBN 978-88-6712-619-4 |
| 21                                        | 10 agosto 1994 | ISBN 4-09-123391-0     | 7 aprile 2017     | ISBN 978-88-6712-657-6 |
| 22                                        | 10 dicembre 1994 | ISBN 4-09-123392-9     | 5 maggio 2017     | ISBN 978-88-6712-687-3 |
| 23                                        | 18 marzo 1995 | ISBN 4-09-123393-7     | 24 giugno 2017    | ISBN 978-88-6712-700-9 |
| 24                                        | 17 giugno 1995 | ISBN 4-09-123394-5     | 8 luglio 2017     | ISBN 978-88-6712-710-8 |
| 25                                        | 18 luglio 1995 | ISBN 4-09-123395-3     | 5 gennaio 2019    | ISBN 978-88-6712-723-8 |
| 26                                        | 18 novembre 1995 | ISBN 4-09-123396-1     | 5 gennaio 2019    | ISBN 978-88-6712-741-2 |
| 27                                        | 18 marzo 1996 | ISBN 4-09-123397-X     | 23 marzo 2019     | ISBN 978-88-6712-745-0 |
| 28                                        | 18 maggio 1996 | ISBN 4-09-123398-8     | 27 aprile 2019    | ISBN 978-88-6712-750-4 |
| 29                                        | 10 agosto 1996 | ISBN 4-09-123399-6     | 20 luglio 2019    | ISBN 978-88-6712-781-8 |
| 30                                        | 18 ottobre 1996 | ISBN 4-09-123400-3     | 14 settembre 2019 | ISBN 978-88-6712-791-7 |
| 31                                        | 18 gennaio 1997 | ISBN 4-09-125181-1     | 25 luglio 2020    | ISBN 978-88-6712-936-2 |
| 32                                        | 18 marzo 1997 | ISBN 4-09-125182-X     | 14 settembre 2020 | ISBN 978-88-6712-937-9 |
| 33                                        | 17 maggio 1997 | ISBN 4-09-125183-8     | 5 dicembre 2020   | ISBN 978-88-6712-970-6 |
| 34                                        | 18 luglio 1997 | ISBN 4-09-125184-6     | 29 gennaio 2021   | ISBN 978-88-6712-971-3 |
| 35                                        | 18 ottobre 1997 | ISBN 4-09-125185-4     | 29 gennaio 2021   | ISBN 978-88-9284-039-3 |
| 36                                        | 10 dicembre 1997 | ISBN 4-09-125186-2     | 19 febbraio 2021  | ISBN 978-88-9284-048-5 |
| 37                                        | 18 febbraio 1998 | ISBN 4-09-125187-0     | 12 marzo 2021     | ISBN 978-88-9284-060-7 |
| 38                                        | 18 marzo 1998 | ISBN 4-09-125188-9     | 16 aprile 2021    | ISBN 978-88-9284-067-6 |
| Due come noi!! Sagawa the Hero (1 volume) | |                        |                   |                        |
| 1                                         | 18 aprile 2019 | ISBN 978-4-09-129215-5 | 27 maggio 2022    | ISBN 978-88-9284-391-2 |

### Anime

Shinji e Takashi nell'OAV 9

Dal manga sono stati tratti 10 OAV messi in vendita tra il 1º aprile 1993 e il 21 dicembre 1996. La serie è stata prodotta dallo studio d'animazione Pierrot e diretta da Takeshi Mori e Masami Anō. La sigla finale della serie, Bokura wa Family (僕らはファミリー?, Bokura wa Famirī, lett. "Siamo una famiglia"), è scritta, musicata e cantata da Kera e arrangiata da T.K.O.P.. Gli episodi non hanno sigla iniziale, come spesso accade per altre serie OAV.
In Italia è stata pubblicata da Yamato Video con il titolo Due come noi. In seguito la serie è stata trasmessa anche in televisione dal 14 al 23 aprile 2005 su 7 Gold. Il doppiaggio italiano è stato curato dalla Coop. ADC in collaborazione con la S.E.D.E. di Milano sotto la direzione di Marco Balbi. L'adattamento dei dialoghi dell'edizione italiana è stato effettuato da Raffaele Fallica.

#### Episodi
La serie è stata pubblicata in Italia prima in VHS e successivamente in DVD. Nell'edizione VHS gli episodi 7 e 8, così come gli episodi 9 e 10, erano cuciti assieme e presentati con un unico titolo; sono stati riportati alla durata originale nell'edizione DVD.
| DVD IT-JA | VHS IT | Titolo italiano Giapponese 「Kanji」 - Rōmaji | Prima edizione   | Prima edizione                     |
| DVD IT-JA | VHS IT | Titolo italiano Giapponese 「Kanji」 - Rōmaji | Giapponese       | Italiano (trasmissione televisiva) |
| 1         | 1      | Da oggi io...!! (VHS) - Da oggi si ricomincia!! (DVD) | 1º aprile 1993   | 14 aprile 2005                     |
| 2         | 2      | Un codardo rosso al tramonto (VHS) - Anche i randa arrossiscono al tramonto (DVD) 「夕陽に赤いヒキョー者」 - Yuuhi ni akai hikyō mono                                         | 1º maggio 1994   | 15 aprile 2005                     |
| 3         | 3      | L'uomo più egoista del Giappone (VHS) - L'egoistone del Giappone (DVD) 「日本一のワガママ男」 - Nippon'ichi no wagamama otoko                                                 | 1º agosto 1994   | 16 aprile 2005                     |
| 4         | 4      | Trasferta a Kyoto (con quelle teste?) (VHS) - Teste di Kyoto (DVD) 「なのに あなたは京都へ行くの!」 - Nanoni anataha Kyōto he iku no!                                         | 1º maggio 1995   | 17 aprile 2005                     |
| 5         | 5      | Tofusolamoto - atto primo (VHS) - Tofusolamoto (DVD) 「名もなく 貧しく ズルッこく」 - Mei monaku mazushiku zurutsu koku                                                       | 1º novembre 1995 | 18 aprile 2005                     |
| 6         | 6      | Tofusolamoto - atto secondo (VHS) - Tiricomprolamoto (forse) (DVD) 「逆襲・暴徒たちのララバイ」 - Gyakushuu ・ bōto tachino rarabai                                           | 1º febbraio 1996 | 19 aprile 2005                     |
| 7         | 7a     | Cercamici scassafamiglie (vatti a fidare di Mitsuhashi) (VHS) - Operazione cercamici (DVD) 「マブダチ作戦 GO! GO! GO!」 - Mabudachi sakusen GO! GO! GO!                       | 1º agosto 1996   | 20 aprile 2005                     |
| 8         | 7b     | Cercamici scassafamiglie (vatti a fidare di Mitsuhashi) (VHS) - Furia bionda!! (DVD) 「道場やぶりをブッ飛ばせ!」 - Dōjō yaburiwo butsu toba se!                               | 21 dicembre 1996 | 21 aprile 2005                     |
| 9         | 8a     | Il biondo, il truzzo e il porcospino (c'era una volta in Chiba) (VHS) - C'era una volta in Chiba (DVD) 「ワンス・アポン・ア・タイム・イン千葉」 - Wansu Apon a Taimu in Chiba | 21 dicembre 1996 | 22 aprile 2005                     |
| 10        | 8b     | Il biondo, il truzzo e il porcospino (c'era una volta in Chiba) (VHS) - Il biondo, il truzzo, il porcospino (DVD) 「極道のつまはじき達」 - Gokudō notsumahajiki tachi         | 21 dicembre 1996 | 23 aprile 2005                     |

#### Doppiaggio
| Personaggio        | Doppiatore originale | Doppiatore italiano |
| ------------------ | -------------------- | ------------------- |
| Takashi Mitsuhashi | Yasunori Matsumoto   | Marcello Cortese    |
| Shinji Ito         | Hideyuki Hori        | Giorgio Bonino      |
| Katsutoshi Imai    | Yūsaku Yara          | Marco Balbi         |
| Kyoko Hayakawa     | Ai Orikasa           | Alessandra Felletti |
| Riko Akasaka       | Fumie Kusachi        | Elda Olivieri       |
| Ryo Tanaka         | Masami Kikuchi       | Simone D'Andrea     |
| Yasuo Tanigawa     | Kazuki Yao           | Luca Sandri         |
| Makoto Nakano      | Nobuyuki Hiyama      | Giacomo Zito        |

### Live-action

#### Serie di film (1993-1997)
Toei Video ha pubblicato una serie di cinque film live action direct-to-video V-Cinema tra il 1993 e il 1997.
Il primo è Kyō kara ore wa!! (今日から俺は!!? lett. "Da oggi, io!!") uscito l'8 gennaio 1993, seguito poi da Kyō kara ore wa!! 2 (今日から俺は！！ ２? lett. "Da oggi, io!! 2") il 9 luglio 1993, Kyō kara ore wa!! Nan demo ari no 17 sai (今日から俺は！！電撃の１７才? Da oggi, io!! 17 anni di scosse elettriche) il 13 gennaio 1995, Kyō kara ore wa!! Guts daze 17 sai (今日から俺は！！ガッツだぜ１７才? lett. "Da oggi, io!! Guts, 17 anni") l'11 aprile 1997 e Kyō kara ore wa!! Arashi wo yobu 17 sai (今日から俺は！！嵐を呼ぶ１７才? lett. "Da oggi, io!! 17 anni chiamando una tempesta") il 9 maggio 1997.

#### Film (1994)
Sulla base del successo della serie è stato anche realizzato un live action, mai esportato al di fuori del Giappone. Quest'ultimo presenta il medesimo cast e staff della serie di film direct-to-video, è uscito il 19 febbraio 1994.

#### Dorama
Il manga è stato anche adattato in un dorama nel 2018, con Kento Kaku nei panni di Takashi Mitsuhashi, Kentarō nel ruolo di Shinji Ito, Nana Seino invece interpreta Riko Akasaki mentre Kanna Hashimoto ricopre il ruolo di Kyoko Hayakawa. Altri membri del cast sono: Yū Shirota, Tomoya Nakamura, Kenta Suga, Katsuya e Junki Tozuka, i quali interpretano alcuni degli antagonisti. La pagina ufficiale della serie di Nippon TV riportava la presenza di alcuni ospiti ufficiali, tra cui: Hirofumi Arai, Nobue Iketani, Shun Oguri, Haruka Shimazaki, Katsumi Takahashi, Shin'ichi Tsutsumi, Jun Hashimoto, Minami Hamabe, Yūya Yagira, Kento Yamazaki, Takayuki Yamada e Ayumu Yokoyama. Il titolo della serie è stato tradotto in inglese anche dove è diventatoFrom Today, It's My Turn!!. La serie è stata trasmessa su Nippon TV dal 14 ottobre al 16 dicembre 2018 per un totale di dieci episodi. Nell'estate 2020 è stato trasmesso uno speciale dedicato al personaggio di Katsutoshi Imai interpretato da Taiga Nakano.

#### Film (2020)
Un ulteriore film live action, con il medesimo cast del dorama televisivo, è stato annunciato nell'aprile 2019 e vede il ritorno di Yuichi Fukuda come regista. La pellicola è stata distribuita da Toho e presentata in anteprima il 17 luglio 2020.

## Accoglienza
A marzo 2018, il manga ha venduto più di 40 milioni di copie.